# Vale do Sol
Vale do Sol là một đô thị thuộc bang Rio Grande do Sul, Brasil. Đô thị này có diện tích 328,227 km², dân số năm 2007 là 10826 người, mật độ 32,98 người/km².